# Pomy-Tunnel
Der Pomy-Tunnel ist vor dem Arrissoules-Tunnel der längste Tunnel der Schweizer Autobahn A1.
Er liegt in der französischsprachigen Schweiz auf dem Teilstück Bern–Lausanne zwischen den Anschlüssen Estavayer-le-Lac und Yverdon-les-Bains. Der zweiröhrige Tunnel misst 2958 Meter bzw. 3005 Meter und befindet sich im Kanton Waadt. Er unterquert die Gemeinde Pomy im sanftwelligen westschweizerischen Mittelland. 
Der Tunnel wurde im Zuge des Ausbaus des letzten Teilstücks der A1 zwischen Payerne und Yverdon-les-Bains erbaut. Er wurde im Jahre 2001 nach mehrjähriger Bauzeit eröffnet. Nicht nur topografische, sondern auch umweltbedingte Ursachen waren für den Bau dieses relativ langen Tunnels verantwortlich.